# Johan van Oldenbarnevelt
Pour les articles homonymes, voir Oldenbarnevelt.
 (novembre 2019).
Si vous disposez d'ouvrages ou d'articles de référence ou si vous connaissez des sites web de qualité traitant du thème abordé ici, merci de compléter l'article en donnant les références utiles à sa vérifiabilité et en les liant à la section « Notes et références ».
Johan van Oldenbarnevelt, en français Jean d'Oldenbarnevelt, né le 14 septembre 1547 à Amersfoort et mort exécuté le 13 mai 1619 à La Haye, est un juriste et homme politique des Provinces-Unies, avocat des États de Hollande de 1586 à 1619 (fonction ultérieurement désignée à l'étranger par la formule « grand-pensionnaire »).
Délégué de Rotterdam aux États de la province de Hollande, il joue un rôle important durant la révolte des Pays-Bas contre Philippe II, collaborant avec Guillaume d'Orange (1533-1584), puis avec son fils, Maurice de Nassau (1567-1625), commandant en chef de l'armée à partir de 1587. 
Dans les années 1610, à l'époque de la trêve de Douze Ans (1609-1621), les deux hommes entrent dans un conflit politique grave, qui se termine par l'arrestation et la condamnation à mort d'Oldenbarnevelt.

## Biographie

### Origines familiales et formation
Johan est le fils de Gerrit van Oudenbarnevelt, marchand de bétail à Amersfoort (principauté d'Utrecht) et de Deliana van Weede, issue d'une famille notable de la ville, tous deux catholiques. Il a deux frères, Reinier et Elias (son successeur comme pensionnaire de Rotterdam), et quatre sœurs.
Il fréquente sans doute l'école latine de la ville, puis, en 1564, part travailler chez un avocat de La Haye. 
À cette époque, à Bruxelles, capitale des Pays-Bas, les tensions s'accroissent entre les conseillers d'État proches de Philippe II, notamment le cardinal de Granvelle, et les « patriotes », notamment Guillaume d'Orange, conseiller d'État, stathouder de Hollande et de Zélande. Les années 1565-1566 sont marquées par le mouvement du compromis des Nobles, puis par le début de la révolte des Gueux et par la furie iconoclaste.
En 1566, Johan commence des études de droit à l'université de Louvain, où il change son nom en Oldenbarnevelt, puis à celle de Bourges (1567), où il reste peu de temps, à cause du début de la deuxième guerre de Religion ; il revient à Cologne (1568), puis à Heidelberg (1568) et enfin à Padoue (1569-1570). Il devient sans doute protestant à Heidelberg.
En 1568, Guillaume d'Orange est entré en rébellion contre Philippe II et son représentant, le duc d'Albe. Mais celui-ci sort vainqueur des premières confrontations, et les insurgés, les « Gueux », doivent s'exiler s'il veulent échapper à la répression.

### Conseiller de Guillaume d'Orange (1572-1584)
En 1570, Van Oldenbarnevelt devient avocat à la cour de Hollande. 
Lorsque la révolte contre l'Espagne reprend en 1572 (prise de Brielle par les gueux de mer), il entre en correspondance avec Guillaume Ier d'Orange-Nassau qui en fait son conseiller juridique. 
En 1576, il épouse, la fille d'un régent de Delft, Maria d'Utrecht. 
L'année suivante, il devient le pensionnaire de Rotterdam, et de ce fait, membre des États de Hollande. Son intelligence, son ardeur au travail et son pouvoir de persuasion lui permettent d'acquérir de l'influence, notamment lorsque les insurgés forment l'union d'Utrecht en 1579, puis proclament la déchéance de Philippe II de ses droits aux Pays-Bas en 1581 (acte de La Haye), point de départ d'un nouvel État, les Provinces-Unies.

### L'ascension d'Oldenbarnevelt et de Maurice de Nassau après la mort de Guillaume d'Orange (1584-1587)
La mort de Guillaume le Taciturne en 1584 (assassiné par un agent de Philippe II) a pour conséquence une vacance du pouvoir à la tête de l'insurrection. Le fils aîné de Guillaume, Philippe-Guillaume d'Orange étant retenu en otage en Espagne, Van Oldenbarnevelt milite pour le transfert des fonctions de stathouder au second fils de Guillaume, Maurice de Nassau, alors âgé de 16 ans. Celui-ci est nommé stathouder de Hollande et de Zélande en 1585, mais, à la suite du traité de Sans-Pareil avec l'Angleterre (10 août 1585) conclu dix jours avant la prise d'Anvers par l'armée d'Alexandre Farnèse, la fonction de commandant en chef revient à Robert Dudley, comte de Leicester, qui amène avec lui un corps expéditionnaire conséquent pour aider les Provinces-Unies à résister à l'offensive espagnole.
Le 16 mars 1586, Johan van Oldenbarnevelt devient avocat et pensionnaire des États de Hollande (jusqu'à sa mort en 1619). Censé n'être que le porte-parole des États de cette province, il dirige toutes les réunions et prend toutes les décisions[réf. nécessaire]. La province de Hollande étant la plus puissante des Provinces-Unies, il dirige de fait l'union en contrôlant l'assemblée des États généraux des Provinces-Unies. 
En 1587, Dudley est victime de la trahison de deux de ses officiers qui livrent les places qu'ils dirigent à Farnèse. Il est renvoyé en Angleterre (mais le corps expéditionnaire anglais reste aux Pays-Bas sous la direction de Francis Vere) et Maurice de Nassau est nommé commandant en chef.

### Les relations du grand-pensionnaire et du stathouder

#### Les années de bonne entente (1587-1600)
Dans la guerre contre l'Espagne, Van Oldenbarnevelt dirige l'action politique et Maurice les opérations militaires. Leur entente est alors bonne. 
En 1588, Philippe II subit un échec grave sur mer : l'Armada visant l'Angleterre, et, au-delà, les Provinces-Unies, est contrainte de battre en retraite après la bataille de Gravelines. 
Maurice de Nassau reprend l'offensive en 1589, avec plusieurs succès au cours des années 1590 (prise de Bréda, reprise de Deventer, prise de Groningue).
En 1591, Van Oldenbarnevelt nomme Pieter Bockenberg historiographe de Hollande et de Zélande, décision vivement critiquée par Johan van der Does.[pas clair]
En octobre 1596, les Provinces-Unies concluent une alliance avec la France, alors que Henri IV est en guerre contre l'Espagne depuis 1595. En 1598, Philippe II reconnaît un nouvel échec en signant la paix de Vervins avec la France, ce qui met fin à la guerre franco-espagnole, mais amène aussi une suspension des opérations sur tous les fronts.

#### Les désaccords stratégiques (1600-1609): de l'offensive de 1600 à la trêve de Douze Ans
Les premières tensions entre Oldenbarnevelt et Maurice de Nassau apparaissent en 1600. 
Sur le conseil de Johan van Oldenbarnevelt, les États généraux décident de lancer une offensive visant à prendre Dunkerque, d'où sévissent des corsaires au service de l'Espagne qui nuisent au commerce néerlandais. Maurice de Nassau considère que le risque est trop grand. Son armée se retrouve effectivement en position très difficile, avant de réussir à remporter la bataille de Nieuport (2 juillet 1600), et d'échapper à l'armée espagnole en rembarquant à Ostende, seule place des Provinces-Unies dans le comté de Flandre. Maurice rentre aux Pays-Bas furieux, considérant que les États généraux ont mis en jeu l'existence de la jeune république. Dès lors, il ne considère plus Van Oldenbarnevelt comme son tuteur. 
L'archiduc Albert d'Autriche, gouverneur au nom de Philippe III, décide alors de reprendre Ostende, qui tombera au bout de trois ans de siège (juillet 1601-septembre 1604), au moment où l'Angleterre (Jacques Ier) signe la paix avec l'Espagne (traité de Londres).
Cela n'empêche pas les Provinces-Unies de manifester des ambitions dans le monde colonial : en 1602, le grand-pensionnaire crée la compagnie néerlandaise des Indes orientales (VOC), qui permettra un essor rapide de l'empire colonial néerlandais au cours du XVIIe siècle, en combattant contre l'empire portugais (dépendant du roi d'Espagne depuis 1580).

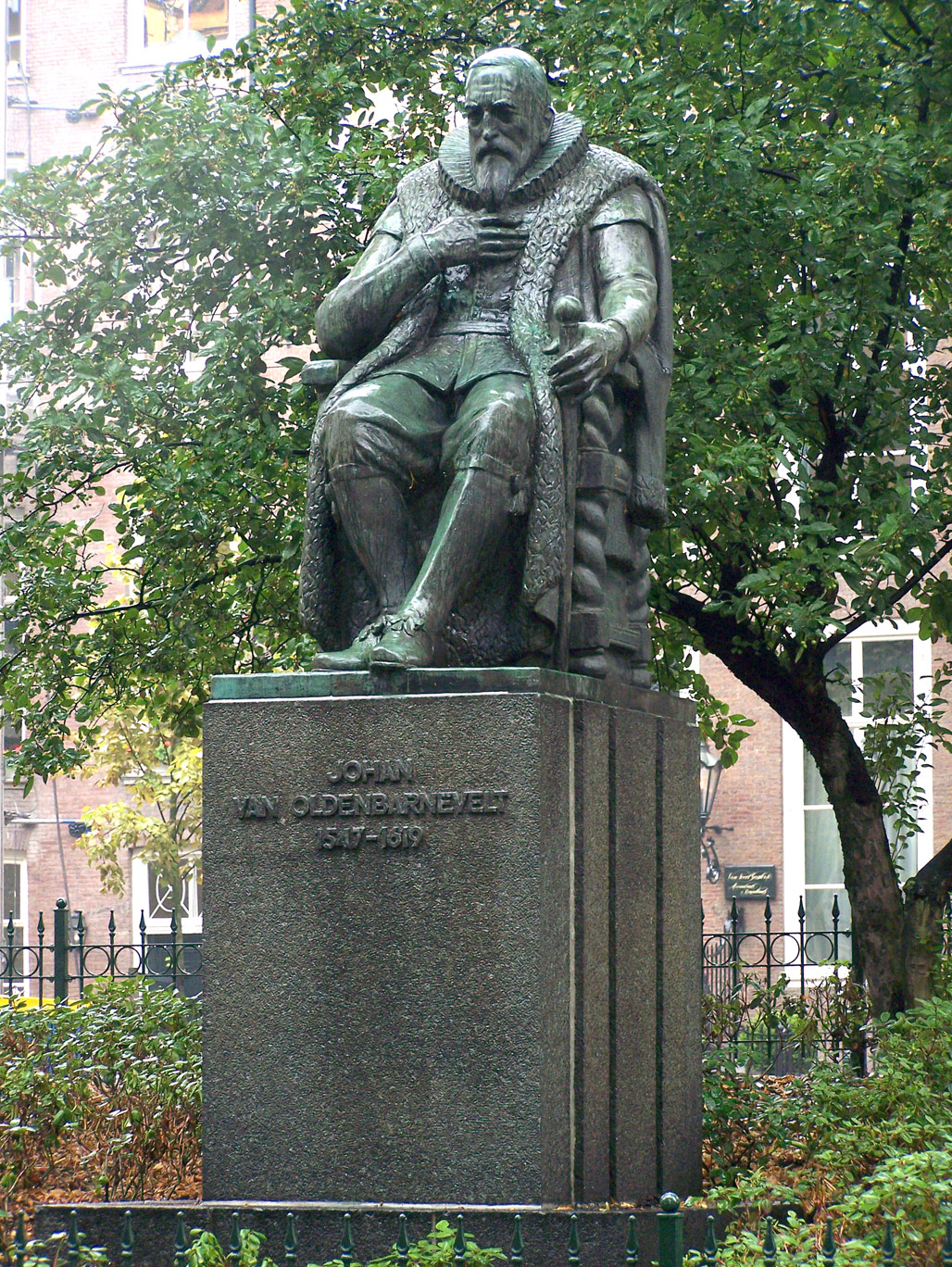
Statue de Johan van Oldenbarnevelt à La Haye.

Après la chute d'Ostende, aussi bien les Pays-Bas espagnols que les Provinces-Unies sont épuisés par la guerre, et par ailleurs, la France et l'Angleterre interviennent en faveur d'une suspension des hostilités aux Pays-Bas.
Les négociations avec Albert de Habsbourg et son épouse Isabelle-Claire-Eugénie d'Autriche (fille de Philippe II), gouverneurs des Pays-Bas espagnols, débutent en 1606 en vue d'une trêve. Maurice de Nassau y est opposé, estimant que ce serait donner le temps nécessaire aux Espagnols pour renforcer leur armée et attaquer de nouveau les Provinces-Unies[réf. nécessaire]. Le 9 avril 1609, une trêve de Douze Ans est pourtant conclue entre les Provinces-Unies et l'Espagne. Ce n'est pas la paix, le roi d'Espagne ne reconnaît pas juridiquement les Provinces-Unies, mais la suspension d'armes sera respecté jusqu'à son terme.

#### La crise religieuse et politique pendant la trêve de Douze Ans (1609-1618)
La conséquence immédiate de la trêve est le renforcement de l'influence de Johan van Oldenbarnevelt sur le gouvernement des Provinces-Unies. Mais il se heurte très vite à un conflit interne d'ordre religieux, au sein de l'Église réformée (protestante). Un désaccord théologique éclate en effet entre deux professeurs de l'université de Leyde, Jacobus Arminius et Franciscus Gomarus sur le thème de la prédestination : le premier exprime une interprétation divergente du calvinisme, l'arminianisme, le second est un calviniste strict.
En 1610, les partisans d'Arminius adressent aux États de Hollande une pétition connue sous le nom de Remontrance, en cinq articles, dans laquelle ils expriment leurs points de divergence avec le calvinisme plus strict de la Confessio Belgica et demandent plus de tolérance à leur égard. À la suite de cette démarche, ils sont appelés « remontrants » et reçoivent le soutien de Johan van Oldenbarnevelt. Les partisans de Gomarus publient une Contre-remontrance (1611) pour appeler à l'unité de l'Église. Le conflit se répand dans tout le pays quand Maurice de Nassau prend publiquement position pour les contre-remontrants. 
En 1613, les États de Hollande se prononcent en faveur des remontrants. Lorsque des émeutes éclatent dans plusieurs villes, Maurice de Nassau refuse d'intervenir pour rétablir l'ordre.
En 1617, Johan van Oldenbarnevelt propose aux États de Hollande de lever 4 000 mercenaires (waardgelders) pour prévenir les troubles. Cette décision mine l'autorité de Maurice de Nassau en tant que chef de l'armée, ce qu'il ne peut pas accepter. Les États généraux, par une majorité de quatre provinces contre trois, autorisent la convocation (à Dordrecht) d'un synode pour trancher la querelle. 
Les États de Hollande font savoir qu'ils n'y participeront pas. Le 4 août, ils adoptent une « résolution tranchée » (scherpe resolutie), selon laquelle les magistrats, officiers et soldats percevant un traitement de la province de Hollande doivent faire allégeance aux États et ne relèvent plus des tribunaux ordinaires, mais directement des États.

### L'arrestation, le procès et l'exécution du grand-pensionnaire

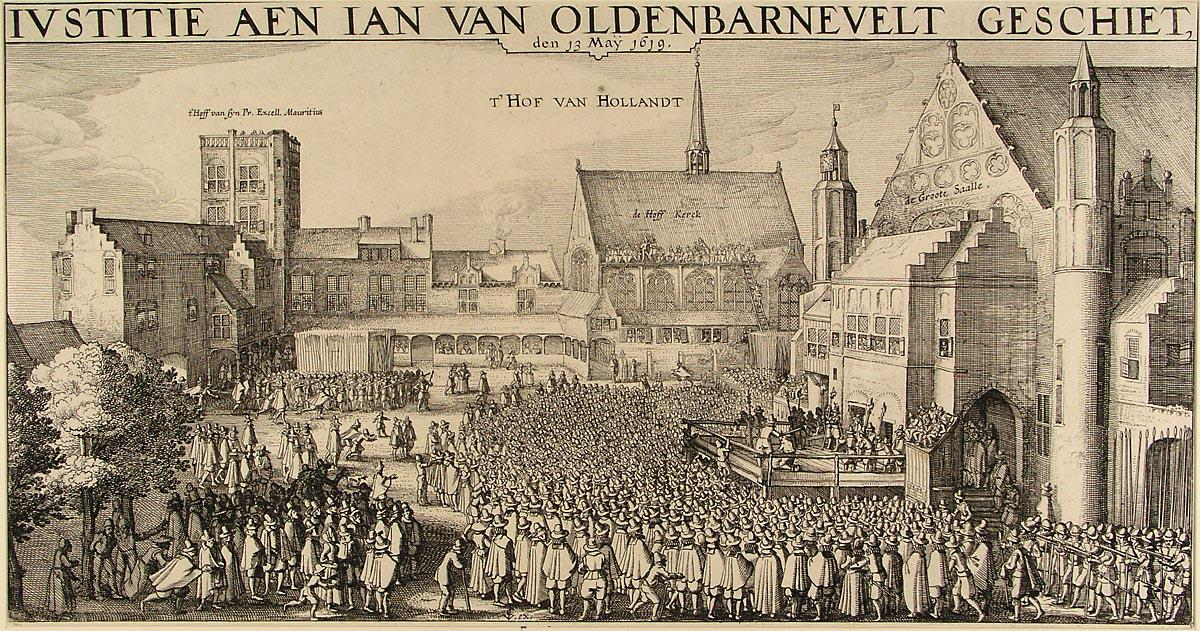
Exécution de Johan van Oldenbarnevelt dans le Binnenhof à La Haye, 13 mai 1619, gravure de Claes Jansz Visscher.

Cette déclaration de souveraineté de la part de la Hollande détermine les États généraux à une action décisive. Une commission présidée par Maurice de Nassau est établie pour obtenir le licenciement des waardgelders. Le 31 juillet 1618, le stathouder entre dans Utrecht à la tête d'un corps de troupes et obtient la soumission des mercenaires. Sa progression vers la Hollande a lieu ensuite sans opposition.
Le 29 août 1618, Maurice de Nassau arrête Johan van Oldenbarnevelt et ses partisans, parmi lesquels Hugo Grotius (1583-1645), pour haute trahison. Comme il n'existe aucune cour de justice fédérale, un tribunal d'exception composé de vingt-quatre juges est créé, dont seulement la moitié sont Hollandais ; presque tous sont des adversaires politiques d'Oldenbarnevelt.
Le synode de Dordrecht débute le 13 novembre 1618 (il prend fin le 9 mai 1619, quelques jours avant la mort du grand-pensionnaire). Les remontrants qui y assistent ont tous un statut de prisonniers et ne peuvent pas prendre la parole. 
Le procès de Johan van Oldenbarnevelt s'ouvre le 20 février 1619. Oldenbarnevelt déclare pour sa défense qu'il n'a agi que dans l'intérêt de la Hollande. Ainsi, étant un serviteur de la Hollande, il estime n'être responsable que devant les juridictions de Hollande. Ses juges estiment qu'il s'est rendu coupable de haute trahison envers les Provinces-Unies. Il est condamné à mort le 12 mai 1619. Le lendemain, il est décapité dans le Binnenhof à La Haye,. Hugo Grotius est condamné à la prison perpétuelle, mais il réussit à échapper à ses geôliers en 1621 et à se réfugier à Paris.
Johan van Oldenbarnevelt laisse deux fils, René et Guillaume, impliqués dans un complot contre Maurice de Nassau en 1623.